# الحرف اليدوية في كرمان

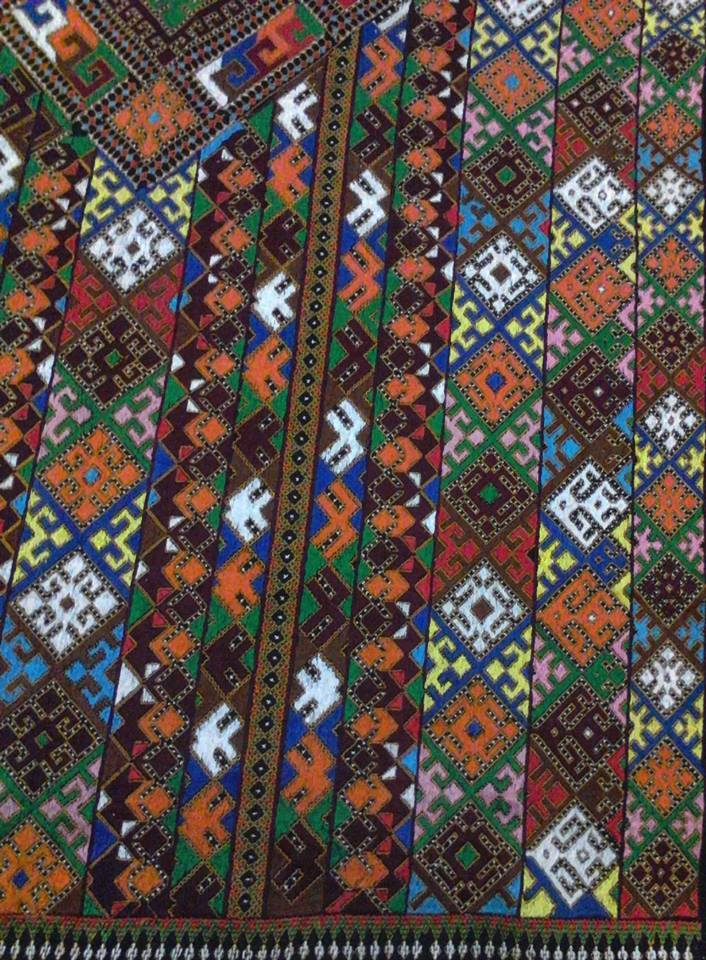

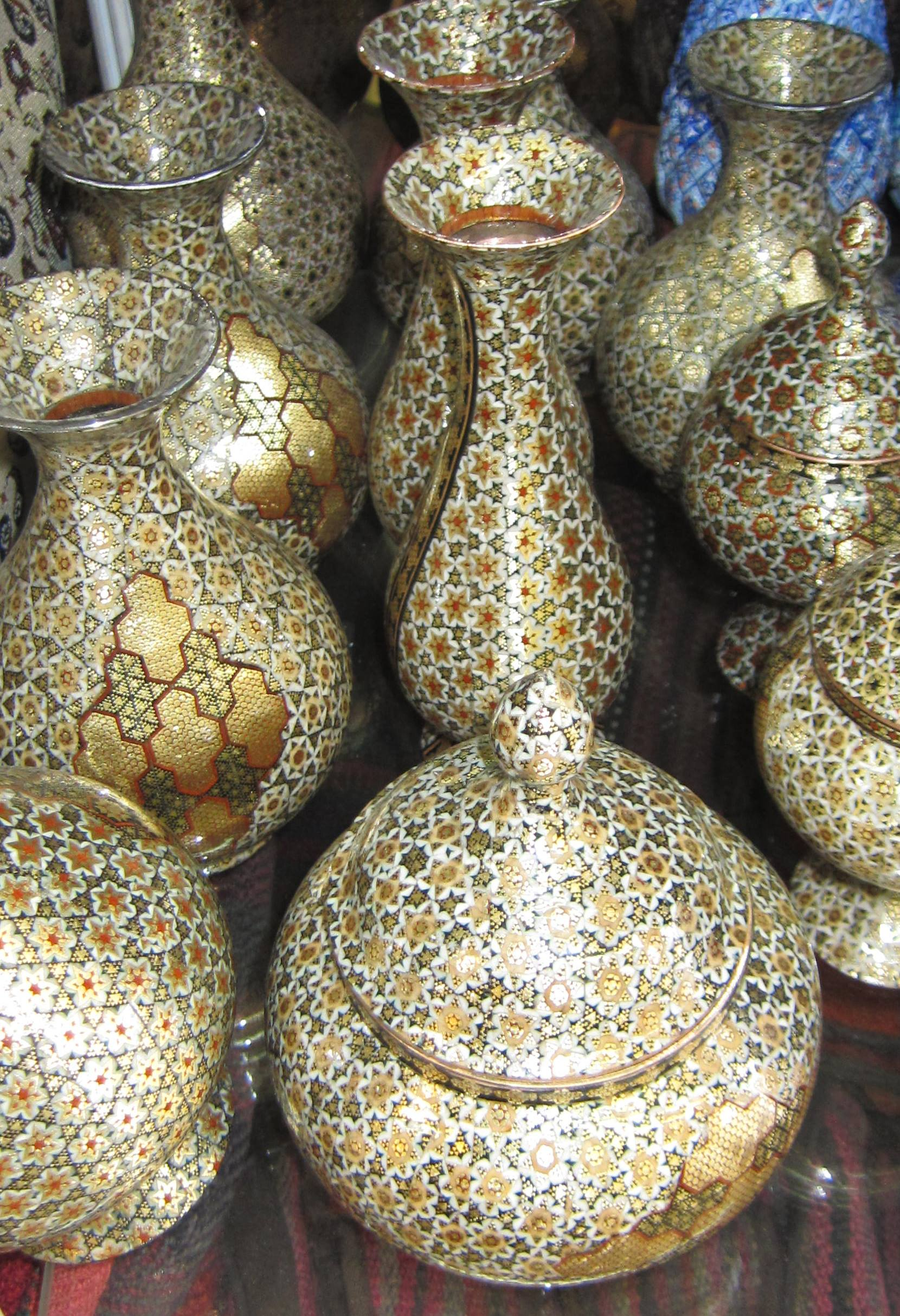

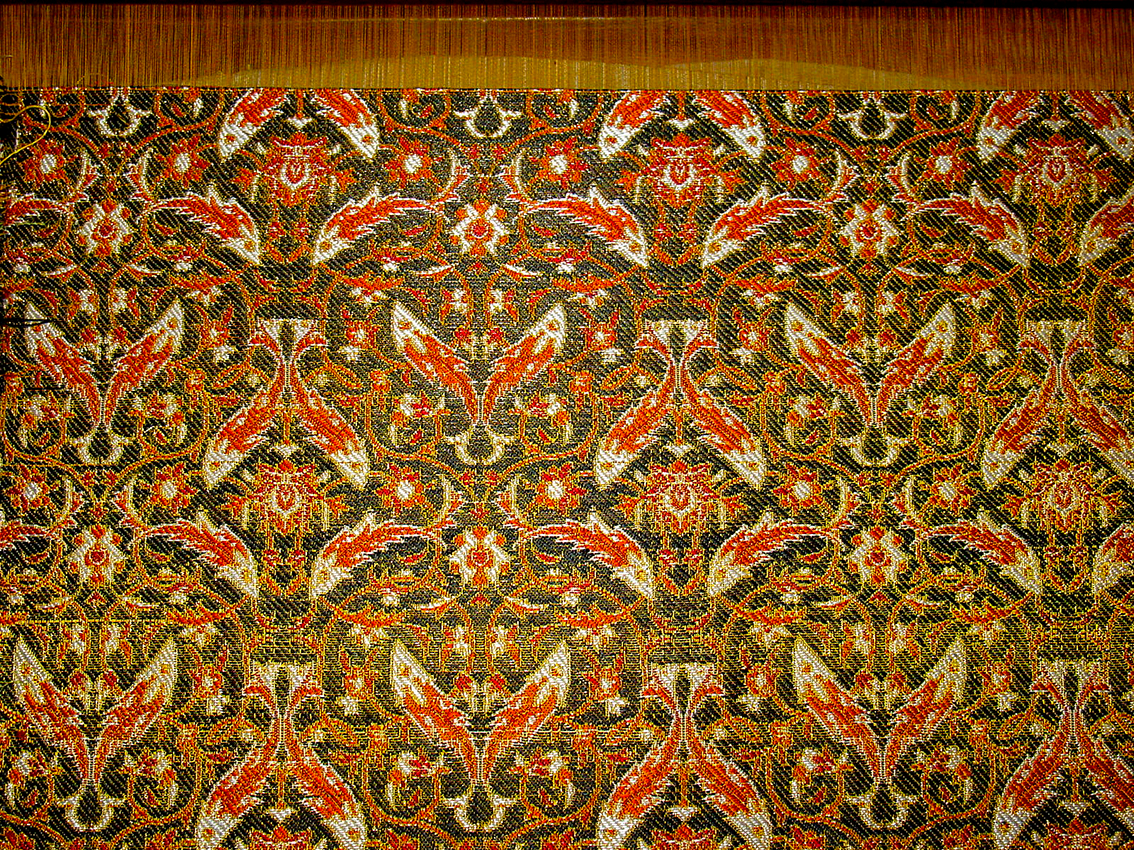

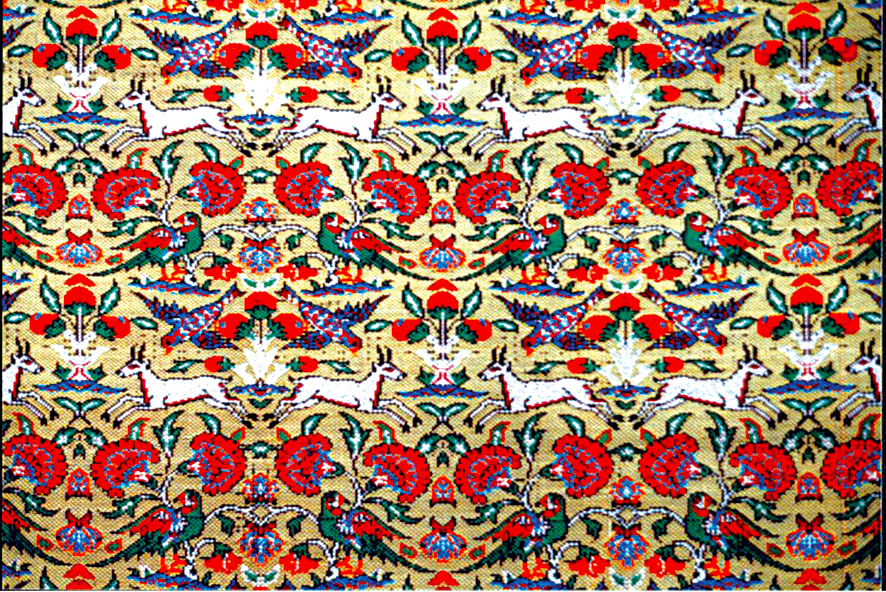

تشير أعمال كرمان إلى أنواع من الفنون الإيرانية التقليدية التي ترتبط بثقافة وتاريخ إيران، وتحديدًا من محافظة كرمان. تشمل الحرف اليدوية التطريز التقليدي المعروف باسم باته، كرمان، والزخرفة الخشبية (التطعيم)، وأقمشة جاجيم (نسيج خشن غير محاك بإحكام)، والسكاكين النحاسية المزخرفة.
يُعرف صوف كرمان بجودته العالية في صناعة السجاد، وتكمن شعبية سجاد كرمان في تصميمه وألوانه الزاهية. ومن بين أكثر الأنواع رواجًا سجاد راور. يُستخدم تطريز باته بخيوط ملونة على قماش خاص، ويُستعمل غالبًا كمفارش طاولات أو ستائر.
- كليم هو نوع من السجاد الخشن قصير الوبر. تُستخدم الكليمات محليًا بأشكال متعددة مثل السل والكليمچه. ومن الأنواع المشهورة شيركي‌پيچ وسوزني.
- كانت شالات كرمان تحظى بقيمة عالية، وغالبًا ما كانت تُحتفظ بها كنوع من رأس المال. وفي أوقات الفقر، كانت تُستخدم كعملة للتبادل.